# Vazeilles-près-Saugues
Vazeilles-près-Saugues is een plaats en voormalige gemeente in het Franse departement Haute-Loire in de regio Auvergne-Rhône-Alpes en telt 42 inwoners (2009). De plaats maakt deel uit van het arrondissement Brioude.

## Geschiedenis
Vazeilles-près-Saugues is op 1 januari 2016 gefuseerd met de gemeente Esplantas tot de gemeente Esplantas-Vazeilles. 

## Geografie
De oppervlakte van Vazeilles-près-Saugues bedraagt 6,5 km², de bevolkingsdichtheid is dus 6,5 inwoners per km².
De onderstaande kaart toont de ligging van Vazeilles-près-Saugues met de belangrijkste infrastructuur en aangrenzende gemeenten.

## Demografie
Onderstaande figuur toont het verloop van het inwonertal.